# Arviqtujuq Bay
Arviqtujuq Bay ist ein Fjord im kanadischen Territorium Nunavut. Der Fjord liegt am Faxe Channel.
Arviqtujuq Bay ist 1,1 Kilometer breit und 2,7 Kilometer tief.